# رویال پاویون
رویال پاویون (انگلیسی: Royal Pavilion) یا برایتون پاویون یک اقامتگاه‌های سلطنتی در برایتون، انگلستان بوده.
این کاخ که از سال ۱۷۸۷ تا ۱۸۲۳ میلادی برای جرج چهارم پادشاه بریتانیا ساخته شده دارای سبک معماری هند بوده و سازنده آن جان نش معمار مطرح انگلیسی بوده است.

## نگارخانه

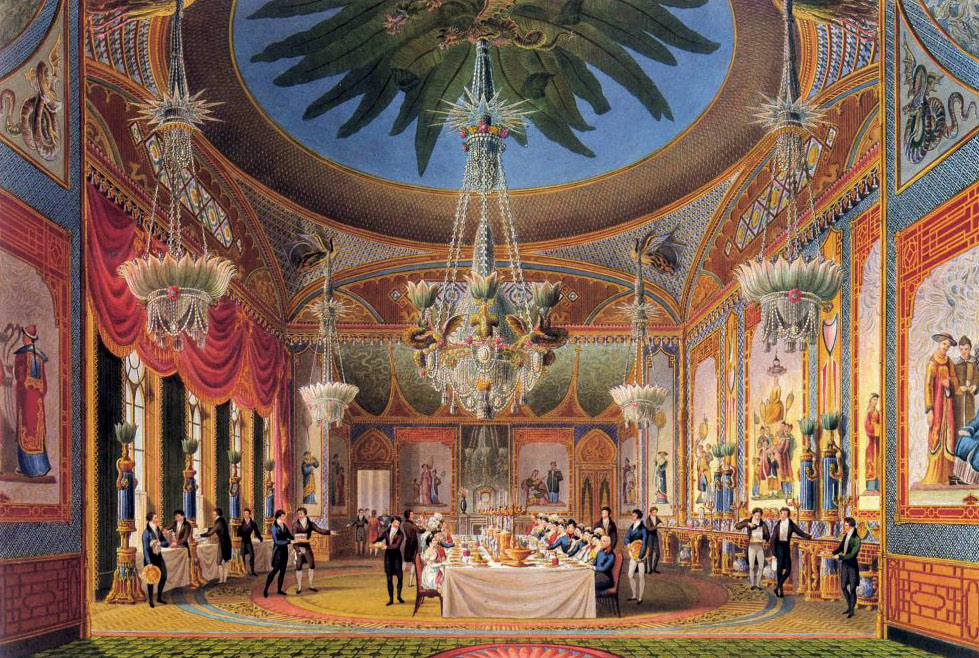
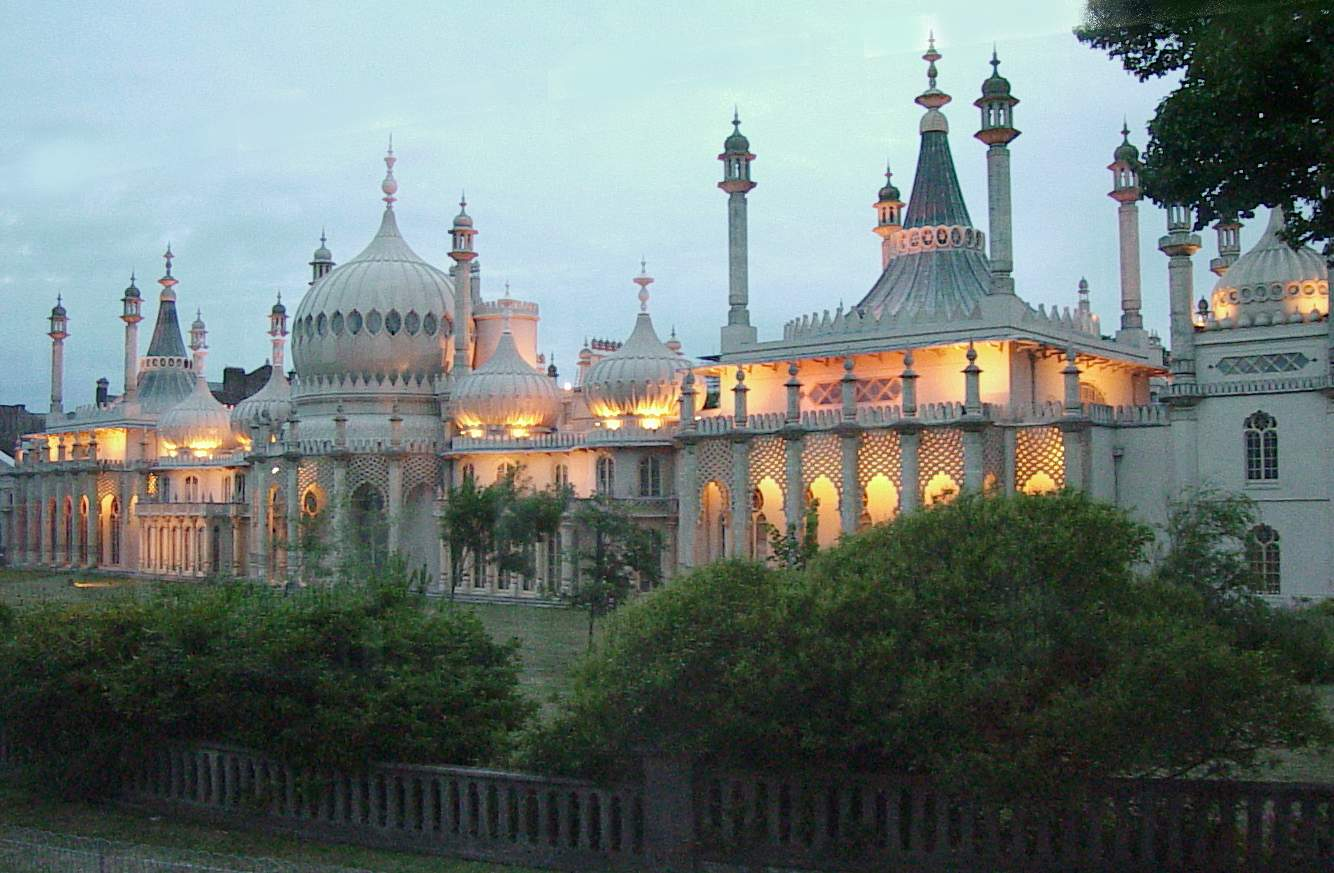
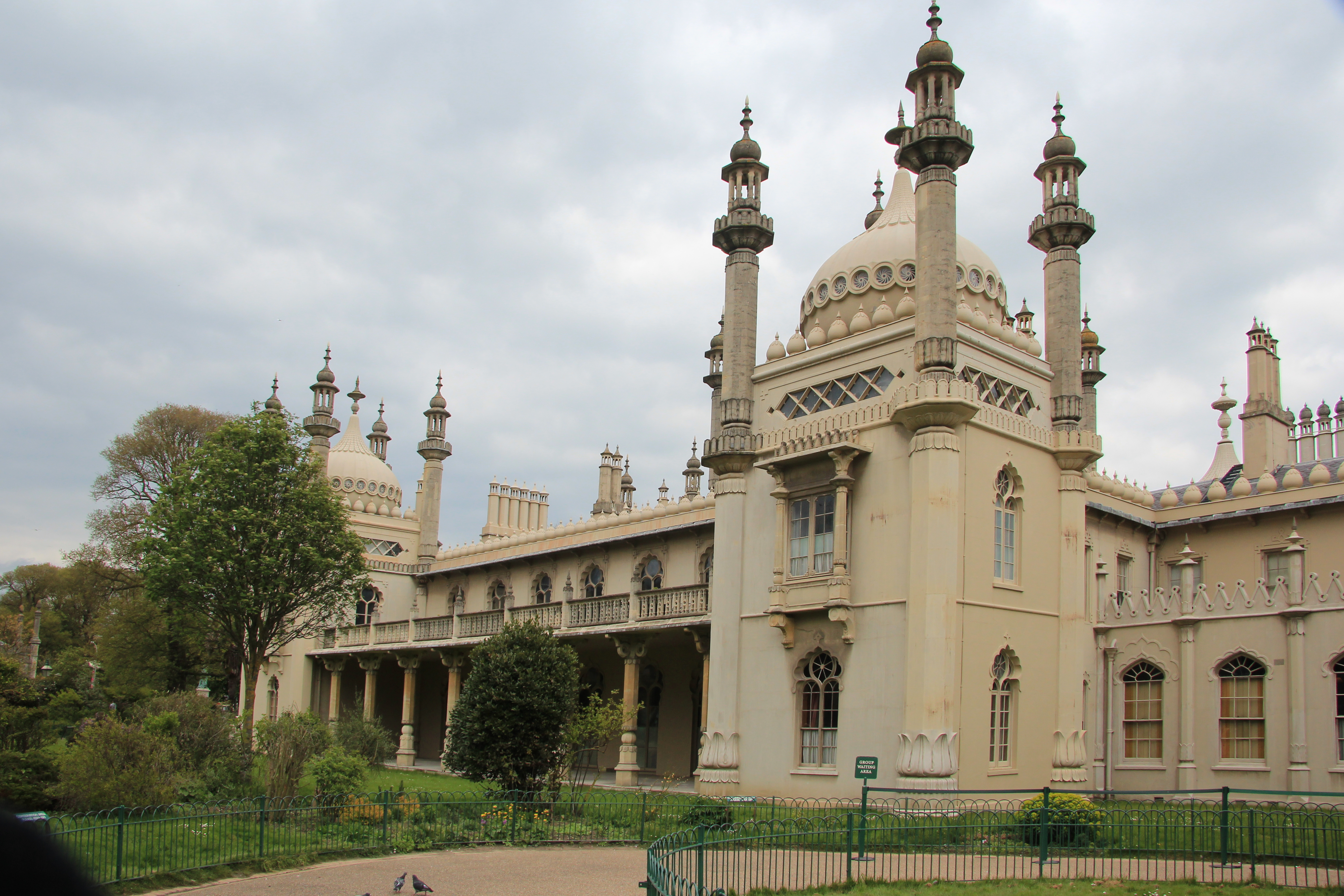
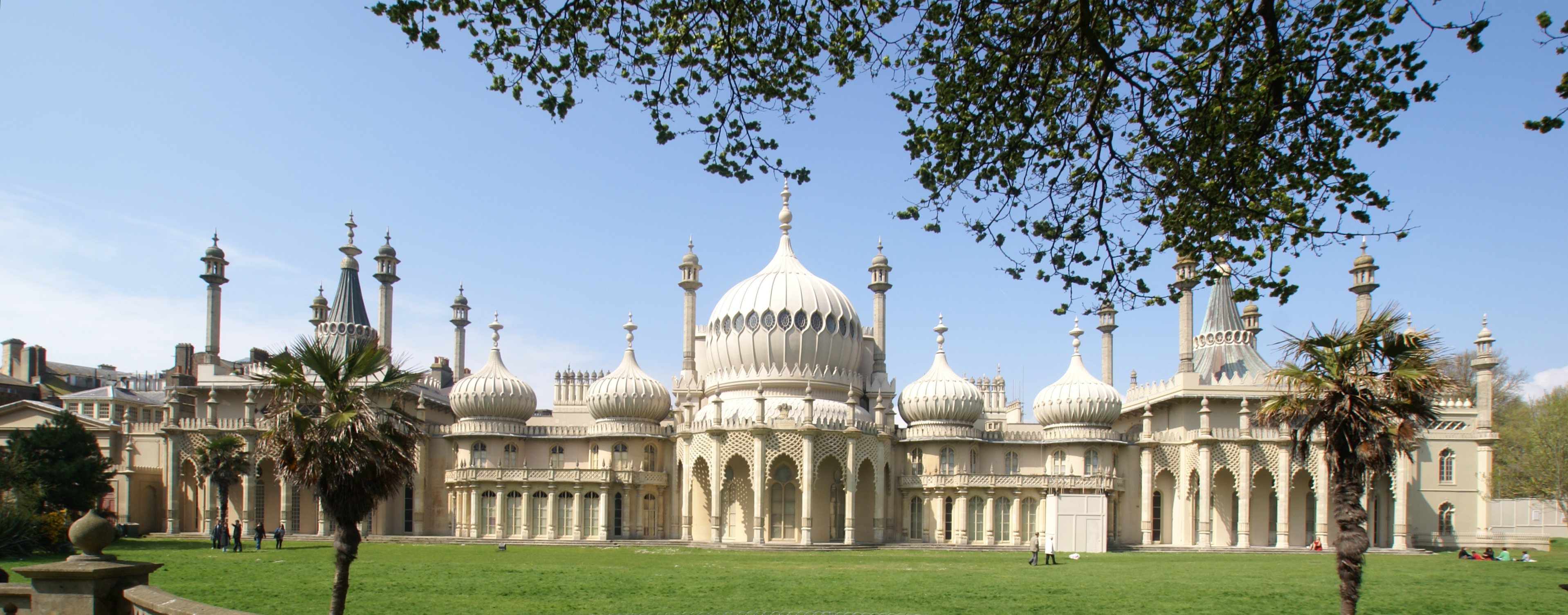
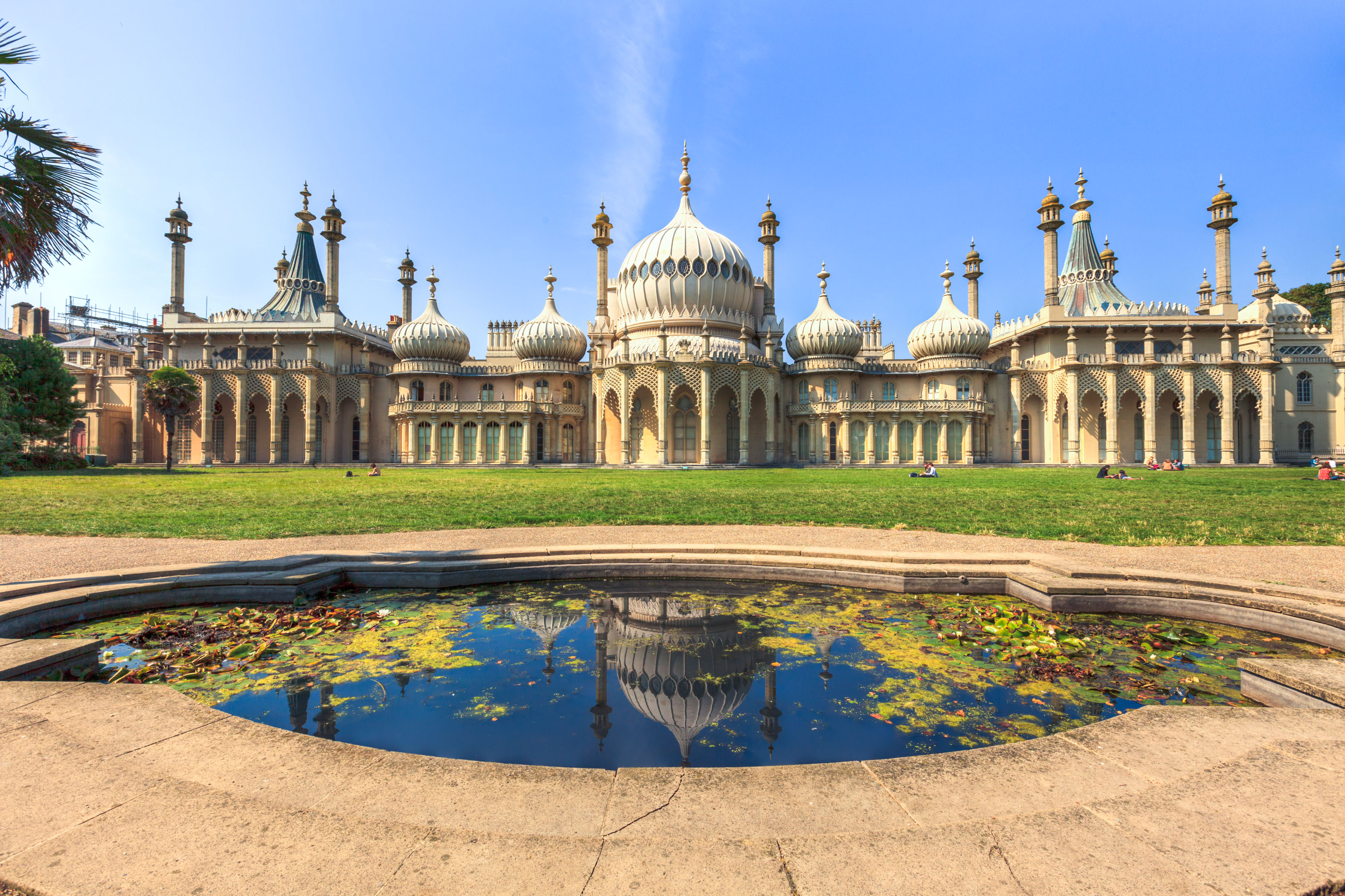
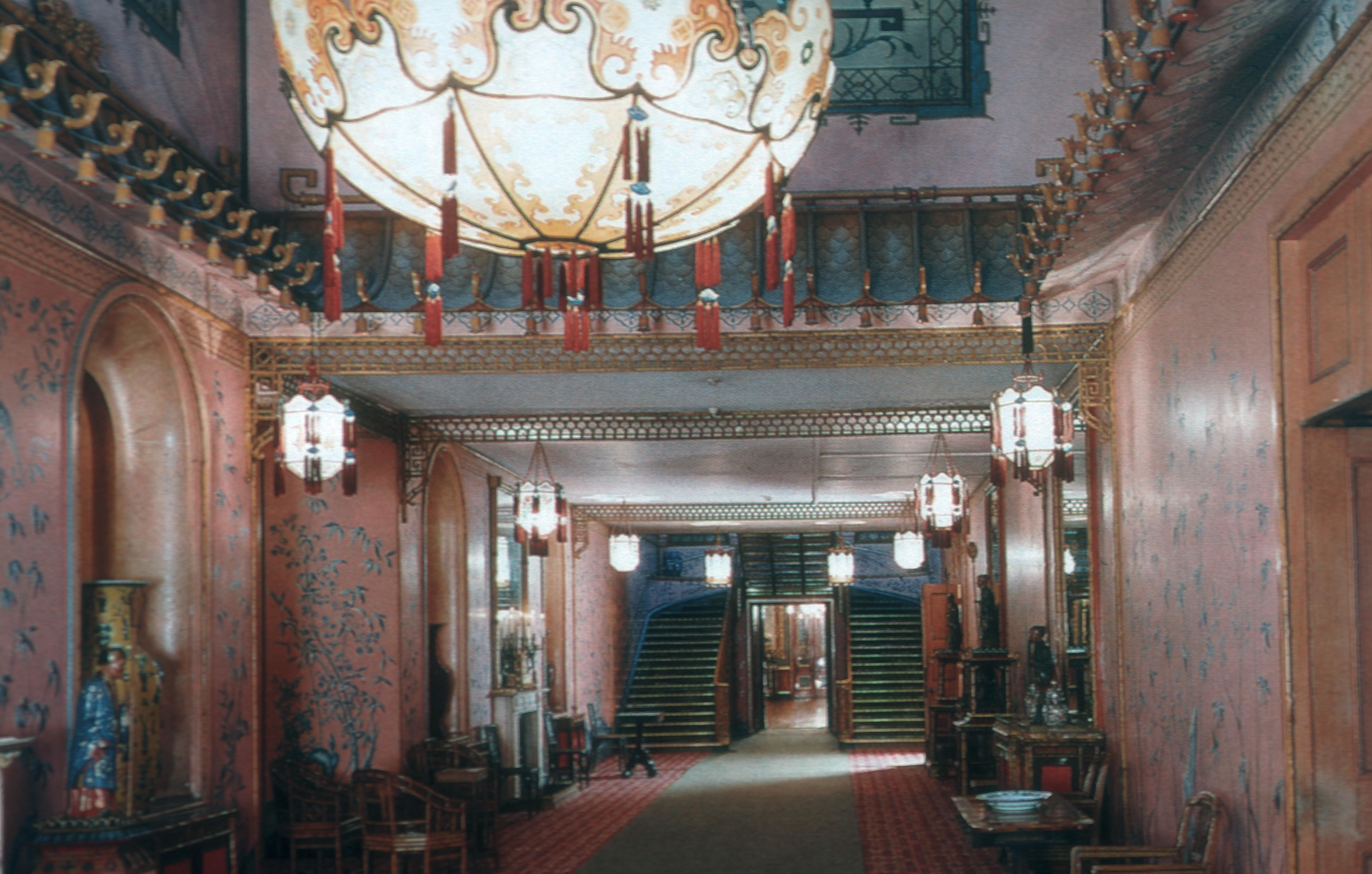